# Skvalpen
Skvalpen är en sjö i Hultsfreds kommun i Småland och ingår i Emåns huvudavrinningsområde. Sjön har en area på 0,0716 kvadratkilometer och ligger 194,2 meter över havet.

## Delavrinningsområde
Skvalpen ingår i det delavrinningsområde (634471-148220) som SMHI kallar för Mynnar i Hjortesjön. Medelhöjden är 205 meter över havet och ytan är 69,57 kvadratkilometer. Det finns inga avrinningsområden uppströms utan avrinningsområdet är högsta punkten. Tängelå som avvattnar avrinningsområdet har biflödesordning 3, vilket innebär att vattnet flödar genom totalt 3 vattendrag innan det når havet efter 124 kilometer. Avrinningsområdet består mestadels av skog (77 %) och jordbruk (13 %). Avrinningsområdet har 0,97 kvadratkilometer vattenytor vilket ger det en sjöprocent på 1,4 %.